# Rhysium bivulneratum
Rhysium bivulneratum är en skalbaggsart som först beskrevs av Thomson 1867.  Rhysium bivulneratum ingår i släktet Rhysium och familjen långhorningar. Inga underarter finns listade i Catalogue of Life.